# 星野組硬式野球部
星野組硬式野球部（ほしのぐみこうしきやきゅうぶ）は、大分県別府市に本拠地を置き、日本野球連盟に加盟していた社会人野球の企業チーム。戦後の約3年間活動していた。

## 概要
戦後の1946年、1947年に都市対抗野球大会で大日本土木が二年連続優勝して、空襲で廃墟と化した本土の復興に土建会社がブームに乗った時代があった。大分県別府市では、進駐軍工事を請け負っていた地元の土建会社である植良組が、初代監督に読売ジャイアンツの名遊撃手だった白石敏男（白石勝巳）を迎えチームを発足させた。
一方、星野組は戦時中に主として海軍の下請けをやっていて長崎県佐世保市に九州の本拠地を置いていた。終戦後、米進駐軍キャンプの建設請負で別府市に乗り込んでくる。もともと軟式野球チームを保有しており、1946年に京都で開かれた第一回国体の南九州代表になるなど相当な力を持っていた。これを受け「一つウチも硬式をやってみようじゃないか」と言い出したのが、同社監査役・岡本忠夫（元日名子旅館社長）であった。「やるからには日本一のチームをつくろう」と、同年の秋、チームづくりのため、八幡製鐵を優勝させ、南海ホークスでの監督経験もある加藤喜作を監督として招聘した。さらに復員後、熊本県人吉市に帰郷していた川上哲治を支度金5万円で迎える交渉をしたが、川上が巨人入りしたため実現しなかった。そして、1947年の春、八幡製鐵から永利勇吉らが加入しチームとして形が整い、岡本監査役が世話をしていた荒巻淳が入社し正式にチーム発足となった。
1947年は、発足初年度ながら都市対抗野球南九州予選でいきなり優勝し、本戦に初出場を果たす。1回戦の新潟コンマーシャル倶楽部戦では大勝したが、二回戦の大日本土木戦では完敗した。これに歯がゆい思いをした岡本監査役は加藤監督に「金はいくらかかってもよい。優秀な選手を集めてくれ」と補強命令を出し、西本幸雄、今久留主淳、今久留主功兄弟、関口清治らをつぎつぎ誘い入れて強力な布陣を築きあげた。
1948年も都市対抗野球南九州予選を問題なく勝ち上がり、2年連続で本戦に出場。しかし、準々決勝の横浜金港クラブ戦で荒巻が三塁スライディングの際に肩を骨折。その後は代役が投げて決勝まで進出したが、練習試合などでは負けたことのなかった西日本鉄道に敗れ準優勝に終わった。
この後、当時日本社会人野球協会の副会長だった佐伯達夫から「星野組は社会人野球チームとは認められない」とクレームがつき、都市対抗の出場が危ぶまれた。理由としては、プロ球団の大映スターズと練習試合をしたことが判明したためと、選手が仕事をせず野球だけをやり、しかも試合で選手たちに本塁打を打てば1万円の賞金を与えているといった噂が佐伯の耳に入ったからであった。当時、大分市春日浦の土地を大分県に県営球場として寄贈したばかりの岡本監査役は、早速佐伯副会長を当地へ招き、球場造りに全選手が土をローラーがけしている姿を見せて納得してもらった。
1949年、加藤喜作監督が退任し、西本幸雄がプレイングマネージャーとなる。永利勇吉は阪急ブレーブスに入団したが、東口清美の加入や荒巻の成長もあり、第20回都市対抗野球大会では快進撃を続け初優勝した。後楽園球場での応援合戦も、荒巻の獲得に乗り出していた大映スターズの大映が女優陣を多数繰り出したのをはじめ、日名子ホテルの常連だった歌舞伎俳優・守田勘彌やピストン堀口らも駆けつけ華やかな応援となった。大会後、8月18日に船で別府に戻った際には市内で凱旋パレードをおこなっている。後に西鉄ライオンズのエースとなる稲尾和久（別府市出身）は、この星野組の優勝に触発され、荒巻に憧れて野球選手を目指した。
1949年秋のプロ野球の2リーグ分裂（プロ野球再編問題）と同時期に解散。松木謙治郎の著書によると、この年の9月28日にはいったん星野組自体がプロ野球加盟に名乗りを上げたという。しかし、プロ野球参入を目指す毎日新聞社は、有力な社会人野球チームを選手の供給源として着目し、10月7日 - 9日に九州3箇所で「ノンプロ四地区対抗オールスター大会」をリーグ戦形式で開催、出場した選手にスカウトをかけた。西本によると勧誘は都市対抗野球優勝直後から始まっていたという。毎日新聞側は別府に関係者を滞在させ、西本を相手として選手の入団交渉をおこなった。星野組の業績が下降気味となって西本は自ら選手のために金策をおこなう苦境にあり、「選手全員の受け入れ」を毎日新聞側に要請、最終的に荒巻、西本、今久留主兄弟ら7人がパ・リーグの毎日オリオンズに入団することとなる（荒巻のみ、社長の岡本が自ら契約に当たった）。星野組出身の選手は、翌1950年に毎日が日本シリーズでチャンピオンとなる土台を築いた。また、植良組も解散したため大分県の社会人野球は1952年の大分鉄道管理局の野球部復活まで暫く空白期間が続いた。

## 主要大会の出場歴・最高成績
- 都市対抗野球大会：出場3回、優勝1回（1949年）、準優勝1回（1948年）
- JABA九州大会：優勝1回（1949年）
- JABA伊勢大会：優勝1回（1949年）

## 主な出身プロ野球選手
- 永利勇吉（捕手） - 1948年に阪急ブレーブスに入団
- 姫野好治（投手） - 明電舎を経て、1949年に大映スターズに入団
- 荒巻淳（投手） - 1950年に毎日オリオンズに入団
- 今久留主功（内野手） - 1950年に毎日オリオンズに入団
- 今久留主淳（内野手） - 1950年に毎日オリオンズに入団
- 内田蒼生也（投手） - 日鉄二瀬を経て、1950年に西鉄クリッパーズに入団
- 白川一（外野手） - 1950年に毎日オリオンズに入団
- 西本幸雄（内野手） - 1950年に毎日オリオンズに入団

## 元プロ野球選手の競技者登録
- 加藤喜作（元：近畿日本軍） - 監督（1947年〜1948年）
- 関口清治（元：読売ジャイアンツ） - 外野手（1949年）→西日本パイレーツに入団